# Grand-Couronne
Grand-Couronne és un municipi francès situat al departament del Sena Marítim i a la regió de Normandia. L'any 2007 tenia 9.492 habitants.

## Demografia

### Població
El 2007 la població de fet de Grand-Couronne era de 9.492 persones. Hi havia 3.749 famílies de les quals 1.056 eren unipersonals (380 homes vivint sols i 676 dones vivint soles), 1.129 parelles sense fills, 1.249 parelles amb fills i 315 famílies monoparentals amb fills.
La població ha evolucionat segons el següent gràfic:
Habitants censats

### Habitatges
El 2007 hi havia 3.957 habitatges, 3.806 eren l'habitatge principal de la família, 14 eren segones residències i 136 estaven desocupats. 2.501 eren cases i 1.384 eren apartaments. Dels 3.806 habitatges principals, 1.667 estaven ocupats pels seus propietaris, 2.090 estaven llogats i ocupats pels llogaters i 49 estaven cedits a títol gratuït; 91 tenien una cambra, 257 en tenien dues, 825 en tenien tres, 1.195 en tenien quatre i 1.439 en tenien cinc o més. 2.602 habitatges disposaven pel capbaix d'una plaça de pàrquing. A 1.869 habitatges hi havia un automòbil i a 1.226 n'hi havia dos o més.

### Piràmide de població
La piràmide de població per edats i sexe el 2009 era:
| Homes | Edats   | Dones |
| ----- | ------- | ----- |
| 0     | 95 o +  | 4     |
| 20    | 90 a 94 | 20    |
| 36    | 85 a 89 | 60    |
| 48    | 80 a 84 | 80    |
| 116   | 75 a 79 | 156   |
| 140   | 70 a 74 | 184   |
| 204   | 65 a 69 | 232   |
| 204   | 60 a 64 | 228   |
| 236   | 55 a 59 | 216   |
| 376   | 50 a 54 | 376   |
| 312   | 45 a 49 | 344   |
| 320   | 40 a 44 | 352   |
| 284   | 35 a 39 | 360   |
| 284   | 30 a 34 | 324   |
| 332   | 25 a 29 | 296   |
| 292   | 20 a 24 | 244   |
| 392   | 15 a 19 | 384   |
| 424   | 10 a 14 | 376   |
| 320   | 5 a 9   | 296   |
| 284   | 0 a 4   | 256   |

## Economia
El 2007 la població en edat de treballar era de 6.151 persones, 4.191 eren actives i 1.960 eren inactives. De les 4.191 persones actives 3.491 estaven ocupades (1.855 homes i 1.636 dones) i 700 estaven aturades (353 homes i 347 dones). De les 1.960 persones inactives 563 estaven jubilades, 724 estaven estudiant i 673 estaven classificades com a «altres inactius».

### Ingressos
El 2009 a Grand-Couronne hi havia 3.838 unitats fiscals que integraven 9.968 persones, la mediana anual d'ingressos fiscals per persona era de 16.218 €.

### Activitats econòmiques
Dels 332 establiments que hi havia el 2007, 3 eren d'empreses extractives, 9 d'empreses alimentàries, 1 d'una empresa de coc i refinatge, 3 d'empreses de fabricació de material elèctric, 2 d'empreses de fabricació d'elements pel transport, 13 d'empreses de fabricació d'altres productes industrials, 43 d'empreses de construcció, 71 d'empreses de comerç i reparació d'automòbils, 37 d'empreses de transport, 20 d'empreses d'hostatgeria i restauració, 6 d'empreses d'informació i comunicació, 17 d'empreses financeres, 9 d'empreses immobiliàries, 39 d'empreses de serveis, 34 d'entitats de l'administració pública i 25 d'empreses classificades com a «altres activitats de serveis».
Dels 85 establiments de servei als particulars que hi havia el 2009, 1 era una oficina d'administració d'Hisenda pública, 1 oficina de correu, 4 oficines bancàries, 6 tallers de reparació d'automòbils i de material agrícola, 2 tallers d'inspecció tècnica de vehicles, 2 autoescoles, 11 paletes, 4 guixaires pintors, 9 fusteries, 4 lampisteries, 5 electricistes, 5 empreses de construcció, 11 perruqueries, 2 veterinaris, 9 restaurants, 3 agències immobiliàries, 2 tintoreries i 4 salons de bellesa.
Dels 30 establiments comercials que hi havia el 2009, 2 eren supermercats, 1 un supermercat, 2 botigues de més de 120 m², 5 botiges de menys de 120 m², 8 fleques, 7 carnisseries, 2 llibreries, 1 una llibreria, 1 una botiga d'electrodomèstics i 1 una joieria.

## Equipaments sanitaris i escolars
El 2009 hi havia 1 hospital de tractaments de curta durada, 1 hospital de tractaments de mitja durada (seguiment i rehabilitació, 2 psiquiàtrics, 1 centre de salut, 4 farmàcies i 1 ambulància.
El 2009 hi havia 4 escoles maternals i 4 escoles elementals. A Grand-Couronne hi havia 2 col·legis d'educació secundària i 1 liceu tecnològic. Als col·legis d'educació secundària hi havia 508 alumnes i als liceus tecnològics 414.

## Poblacions més properes
El següent diagrama mostra les poblacions més properes.